# Galàxia del Capgròs
La galàxia del Capgròs és una galàxia espiral barrada pertorbada situada a 420 milions d'anys llum de la Terra en la direcció de la constel·lació del Dragó. Entre les seves característiques ressalten especialment una cua d'estels d'uns 280 milions d'anys llum de llarg i un conjunt de cúmuls d'estels amb estels massius blaus.

## Formació
Es tracta d'una galàxia d'interacció la qual deuria la seva forma al fet que una galàxia intrusiva més compacta es creuà davant de la galàxia del capgròs —d'esquerra a dreta des de la perspectiva de la Terra— i restà enganxada darrere del Capgròs per l'atracció gravitatòria mútua. Durant aquest encontre, les forces de marea tragueren els estels, gas i pols de la galàxia espiral formant la cua. La mateixa galàxia intrusiva, situada a uns 300 mil anys llum darrere del Capgròs, es pot veure a través dels braços espirals a la part esquerra superior. La galàxia del Capgròs perdrà probablement la seva cua amb el temps, i els cúmuls estel·lars de la cua formarien satèl·lits més petits de la gran galàxia espiral.